# Ковбой
Ковбо́й (від англ. cow — корова і англ. boy — хлопець, слуга) — пастух у Північній Америці, зокрема на її західних землях (Дикому Заході) у XIX — першій половині XX ст. Головним заняттям ковбоїв було переганяти худобу з ранчо до місць її продажу, що потребувало випасання та охорони худоби впродовж тижнів і місяців. Ковбої, їхній спосіб життя та цінності сильно вплинули на формування сучасної культури США.
У сучасному розумінні термін розпочали вживати в південно-західній частині США після громадянської війни у зв'язку з розвитком тваринництва в цьому регіоні.
Сучасні пастухи також часто називаються ковбоями, але їхні заняття різноманітніші, а спосіб життя більш осілий. Крім того, багато новітніх ковбоїв розважають публіку на родео.

## Етимологія
Ковбоями називаються вершники, найняті фермерами для охорони худоби, особливо на заході США. В Австралії ковбоями називають будь-яких пастухів. Але поширеною назвою для людей такого роду занять спершу було «ковгерд» (cowherd) з пізньої староанглійської мови. У 1852 році в американській англійській мові зафіксовано «ковгенд» (cowhand, від «hand» — рука). Відомо також про слово «ковпоук» (cowpoke) з 1881 року — так називали людину, що заштовхувала худобу в залізничні вагони. Інше англійське слово для позначення охоронця худоби — «букару» (buckaroo), що є англізацією іспанського «бакеро» (vaquero).
Найраніше використання слова «ковбой» зафіксовано в Джонатана Свіфта 1725 року в значенні «хлопець, який пасе корів і веде їх на пасовище та з пасовища» — від «cow» (корова) та «boy» (хлопець). Американсько-англійське значення «людина, що випасає худобу на Великих рівнинах для скотаря чи ранчо, виконуючи свою роботу верхи на коні» з'явилося в 1849 році. Раніше це також була образлива назва для групи лоялістів-мародерів у околицях Нью-Йорка під час американської революції (1775). З 1920-х років виникло додаткове значення безрозсудної людини. До 1942 року сформувалося значення «нахабного та безрозсудного молодого чоловіка» як прикметник. У переносному значенні ковбой також — невміла в торгівлі чи в бізнесі людина (приблизно як «селюк», «простак»).

## Походження

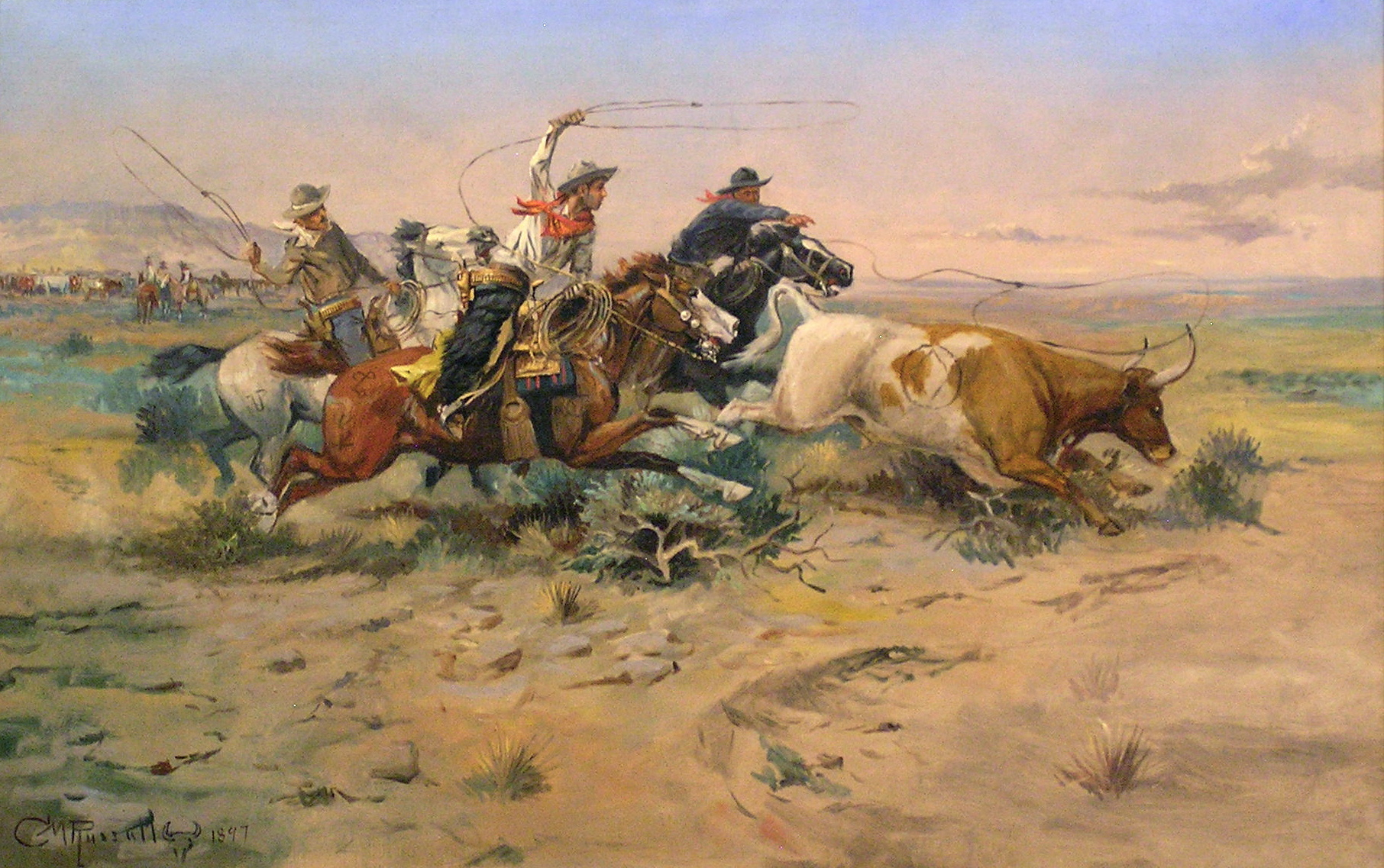
Ковбої ловлять худобу, картина Чарльза Рассела, 1897 р.

Походження ковбоїв з їхньою характерною культурою можна простежити до часів ісламського правління в Іспанії, включаючи мавританські елементи, такі як використання коней східних порід, особливий стиль верхової їзди з коротшим стременом, сідлом із суцільного дерева та використанням шпор, важкої вуздечки та іншого спорядження. У XVI столітті конкістадори та інші іспанські поселенці привезли свої традиції скотарства до Америки, а також коней і одомашнену велику рогату худобу, починаючи з території сучасної Мексики та Флориди. Первісні коні вимерли в Америці з кінця останнього льодовикового періоду, а завезені іспанцями швидко розмножилися та стали вирішальними для розселення самих іспанців, а пізніше поселенців з інших країн. Найдавніші коні спочатку були андалузського, барбуського та арабського походження.
Коли англомовні торговці та поселенці просувалися на захід, англійська та іспанська традиції, мова та культура певною мірою злилися. Перед мексикансько-американською війною 1848 року купці з Нової Англії, які подорожували кораблями до Каліфорнії, обмінювали промислові товари на шкури та лой, вироблені на великих фермах великої рогатої худоби, що належали населенню іспанського походження. Це сприяло культурним взаємозапозиченням.
Прибуття англомовних поселенців до Техасу почалося в 1821 році. Техаський конгресмен Ріп Форд описав тамтешню країну між Ларедо та Корпус-Крісті як населену «незліченними стадами мустангів і… дикої худоби… покинутої мексиканцями, коли генерал Валентин Каналісо наказав їм евакуюватися з країни між Нуесес і Ріо-Гранде». Покинуті табуни коней та стада великої рогатої худоби зумовлювали набіги техасців на цю територію для їх захоплення. Значна кількість великої рогатої худоби жила в напівздичавілому або повністю здичавілому стані на відкритих пасовищах без догляду протягом більшої частини року. У багатьох випадках скотарі створювали «асоціації» і разом випасали худобу на одному пасовищі. Щоб визначити приналежність окремих тварин, їх мітили розпізнавальним тавром, нанесеним розпеченим штампом як правило, коли худоба була ще телятами.
Каліфорнія, з іншого боку, характеризувалася розбудовою залізниць і збільшенням попиту на яловичину після Громадянської війни, що зумовило необхідність переганяти худобу з ранчо, де її вирощували, до найближчих залізничних станцій, часто за сотні миль. Наприкінці Громадянської війни в США Філіп Денфорт Армор відкрив м'ясопереробний завод у Чикаго, що став відомий як «Armor and Company». З розширенням м'ясопереробної промисловості попит на яловичину значно зріс. До 1866 року велику рогату худобу можна було продавати на північні ринки за ціною 40 доларів за голову, що робило економічно вигідним переганяти худобу на великі відстані, особливо з Техасу. Відповідно з'явився попит на ковбоїв, причому на Заході Америки до 25 % робітників (6-9 тис. осіб) у тваринницькій промисловості з 1860-х до 1880-х років, складали темношкірі — колишні раби або діти колишніх рабів. Багато темношкірих чоловіків володіли навичками поводження з великою рогатою худобою та попрямували на Захід наприкінці громадянської війни. Значна кількість мексиканців і американських індіанців, які вже проживали в західних регіонах, також працювали ковбоями.

## Заняття

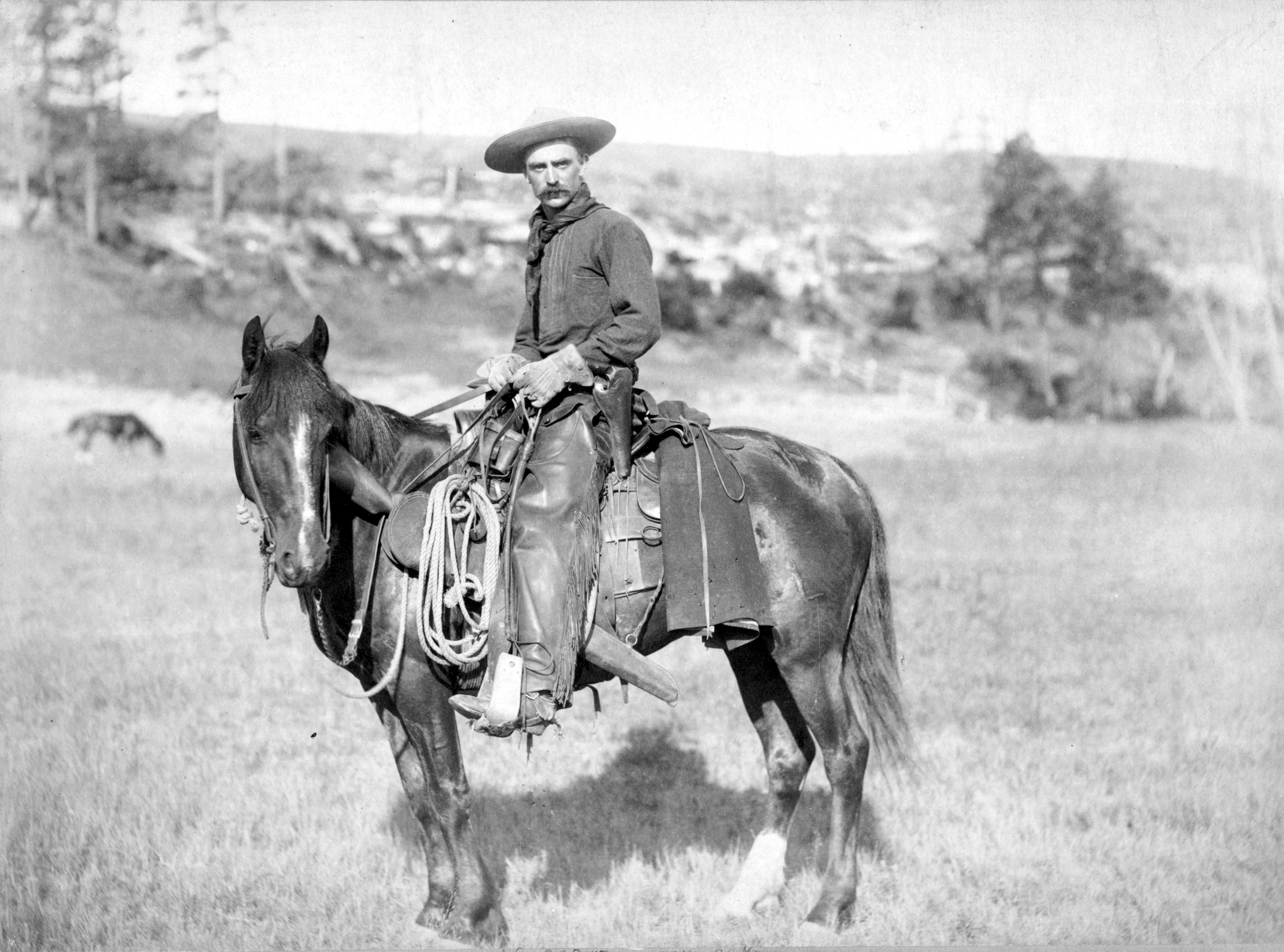
Ковбой, 1888 р.

До середини XIX століття більшість власників ранчо вирощували велику рогату худобу для власних потреб і для продажу надлишків м'яса та шкір на місці. Частково могли продаватися роги, копита й жир. Щоб перегнати худобу до місця продажу, потрібно було подолати значну відстань у десятки й сотні кілометрів, для чого наймали ковбоїв. Хоча стада можна було перегнати на 40 км за один день, худоба тоді втрачала вагу, разом з тим втрачаючи цінність. Отож, зазвичай стада переганяли на коротші відстані, даючи їм змогу відпочити й напастися як вдень, так і вночі. Таким чином шлях міг займати близько двох місяців.
Незалежно від етнічної належності, більшість ковбоїв походили з нижчих соціальних класів, а оплата була низькою. Середній ковбой заробляв приблизно 1 долар на день, а жив у бараку з іншими ковбоями. Корінні жителі зазвичай пропускали стада великої рогатої худоби за мито, але здійснювали набіги на ферми та ранчо під час активних конфліктів між білими та індіанцями або за нестачі їжі. Подібні напади здійснювали команчі, апачі, шаєни та юти.
В середньому одне стадо великої рогатої худоби на перегоні налічувало близько 3 тис. голів. Щоб випасати худобу, потрібна була команда з не менше 10 ковбоїв, які володіли трьома кіньми кожен, пересідаючи впродовж дня з одного на іншого. Ковбої працювали позмінно, щоб стежити за худобою цілодобово. Вони виганяли худобу в потрібному напрямку вдень і стежили за нею вночі, щоб запобігти тисняві та крадіжкам. Ковбоїв супроводжував кухар, який керував фургоном, зазвичай запряженим волами, і вренглер — власник і доглядач запасних коней. Вренглером часто був юний ковбой або людина з нижчим соціальним статусом. Але кухар був особливо шанованим членом команди, оскільки він відповідав не лише за їжу, але й за медичну допомогу. Через чоловіче середовище ковбої виконували заняття, що в інших обставинах вважалися суто жіночими, як-от танці. Разом з тим існує низка записів, де згадується як дівчата чи жінки також переганяли худобу. Тоді їх називали «ковґьорл» (cowgirl). Дружини та дочки чоловіків, які володіли невеликими ранчо і не могли дозволити собі найняти велику кількість сторонніх робітників, працювали пліч-о-пліч з чоловіками, але юридично їхня праця не визнавалася.
Щоб знайти молодих телят для таврування та відсортувати дорослих тварин, призначених для продажу, скотарі проводили облави на стаді, зазвичай навесні. Облава вимагала ряду спеціальних навичок як від ковбоїв, так і від коней. Особи, які відокремлювали худобу від стада, повинні були їздити на спеціально навчених конях, які могли слідкувати за рухами худоби, зупинятися та повертатися швидше за інших коней.
Ковбойських коней на заході часто брали від ручних кобил, але їм дозволялося рости в напівздичавілому стані на відкритому випасі. Крім того ковбої відловлювали та приручали здичавілих коней мустангів. Неформальні змагання між ковбоями, які прагнули випробувати свої навички поводження з великою рогатою худобою та кіньми, розвинулися в родео.

## Одяг

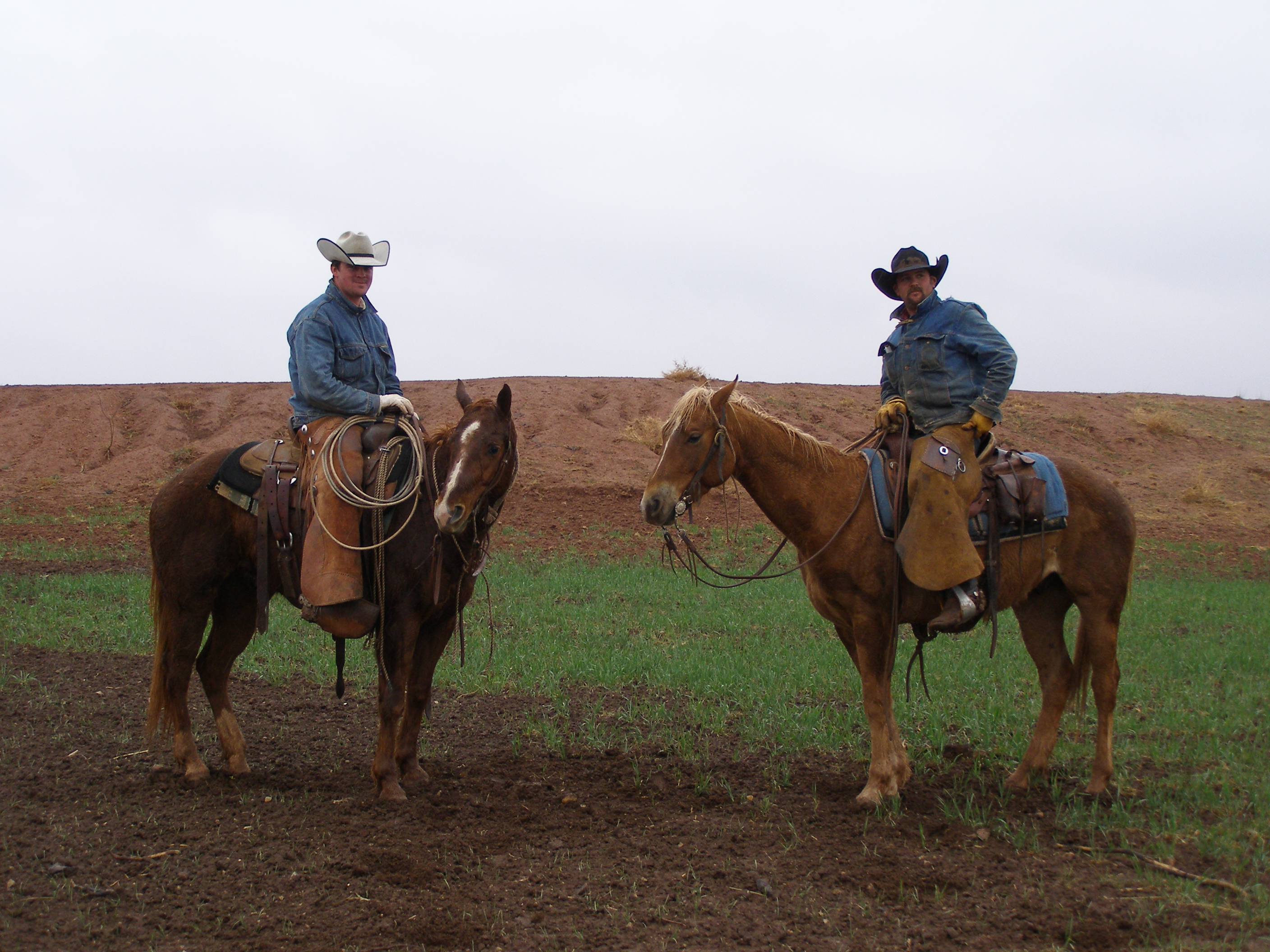
Сучасні техаські ковбої

Ранні ковбої носили капелюх-казанок, обрамлений смугою тканини з прямокутним бантом, який не здувався з голови при їзді. Після 1870-х років його швидко замінив повстяний капелюх Стетсона «Володар рівнин» (Boss of the Plains), придуманий у 1865 році. Він мав широкі жорсткі краї та був водонепроникний. Вгорі була характерна западина, а знизу — ремінець, що фіксував капелюх на голові. Всередині капелюх мав смугу тканини, що перешкоджала стіканню поту. Якісний капелюх коштував 5 доларів і слугував ознакою статусу.
Сорочки мали знімний нагрудник, що кріпився ґудзиками. Оскільки випрати сорочку часто не було змоги, ковбої могли просто перевернути нагрудник, щоб приховати бруд.
Найпоширенішим типом штанів у ковбоїв спершу були вовняні або парусинові. Під час «золотої лихоманки» 1840-х років шахтарі полюбили джинсові комбінезони через їхню дешевизну та повітропроникність, і Леві Стросс, з огляду на попит, покращив їхній дизайн, додавши мідні заклепки задля міцності. До 1870-х років власники ранчо та ковбої прийняли джинси для повсякденного використання. Але ковбої носили поверх джинсів ще й чепи — накладки з дубленої шкіри, що захищали ноги від колючих рослин, запобігали зношенню штанів у цілому, а взимку зберігали тепло. Чепи набули популярності з 1860-х у Каліфорнії і швидко стали частиною ковбойської культури.
Яскрава пов'язка на шиї, а після громадянської війни бандана, могла використовуватися для вбирання поту або для захисту обличчя від пилу. Для більш ошатних випадків ковбой міг одягнути краватку.
Верхнім одягом слугувало вільне пальто з парусини або льону, що мало розріз позаду. Вогнепальна зброя, така як револьвер, носилася в шкіряній кобурі з відкритим верхом, що часто кріпилася до сідла через свої габарити (а не на стегно, як у фільмах-вестернах). На Дикому Заході нерідко носили по дві зброї, бо перезарядка тривала довго. Тож коли боєзапас закінчувався в одній зброї, стрілець міг швидко дістати іншу.
Ковбої найчастіше носили чоботи на підборах, які добре зачіплялися за стремена. Після громадянської війни це часто були військові чоботи, а з 1870-х «коффівіллські чоботи» (coffeyville boots): зазвичай чорні, з заокругленими квадратними носками, і які нерідко не розрізнялися на правий і лівій. Халяви могли виготовлятися зі шкіри іншого сорту та кольору. В 1880-і ковбої стали прикрашати свої чоботи і оформилися великі виробники взуття в ковбойському стилі. Перебуваючи в місті, ковбої могли взувати черевики або низькі чоботи.

## Зникнення «класичних» ковбоїв

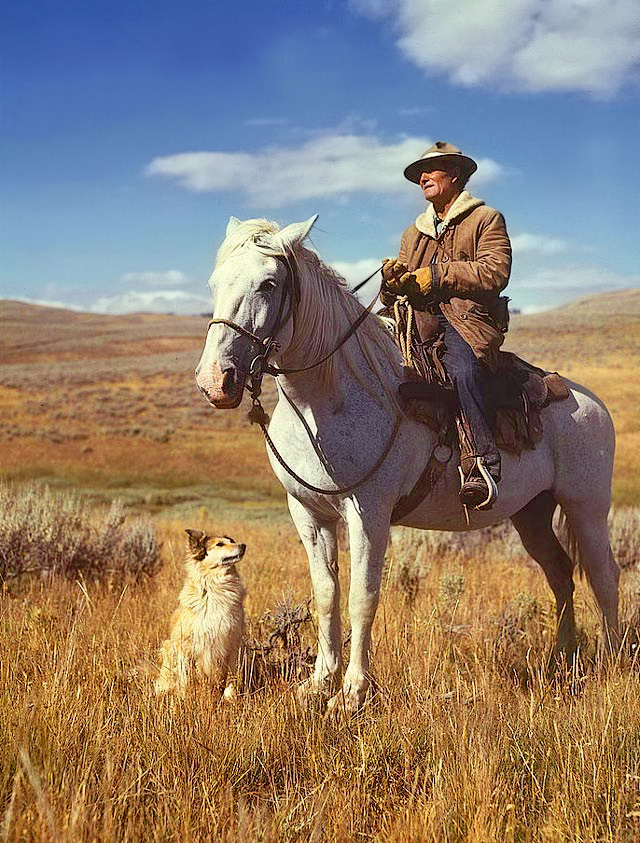
Ковбой, фото 1942 р.

Потреба в ковбоях стала зникати з поширенням колючого дроту в 1880-і, що дозволив обмежити худобу у визначених місцях і покласти край відкритому випасу. У Техасі та навколишніх територіях зростання населення зумовило потребу в чіткому розмежуванні землі. До 1890-х років огорожі з колючого дроту стали буденністю на північних рівнинах, залізниці охопили більшу частину країни, а м'ясопереробні заводи були побудовані ближче до основних районів скотарства, тому худобу більше не треба було переганяти на великі відстані.
На півночі під час суворої зими 1886—1887 років загинули сотні тисяч голів великої рогатої худоби через надмірний випас і подальшу нестачу корму. Це призвело до краху тваринницької галузі на північному заході США.

## Сучасні ковбої

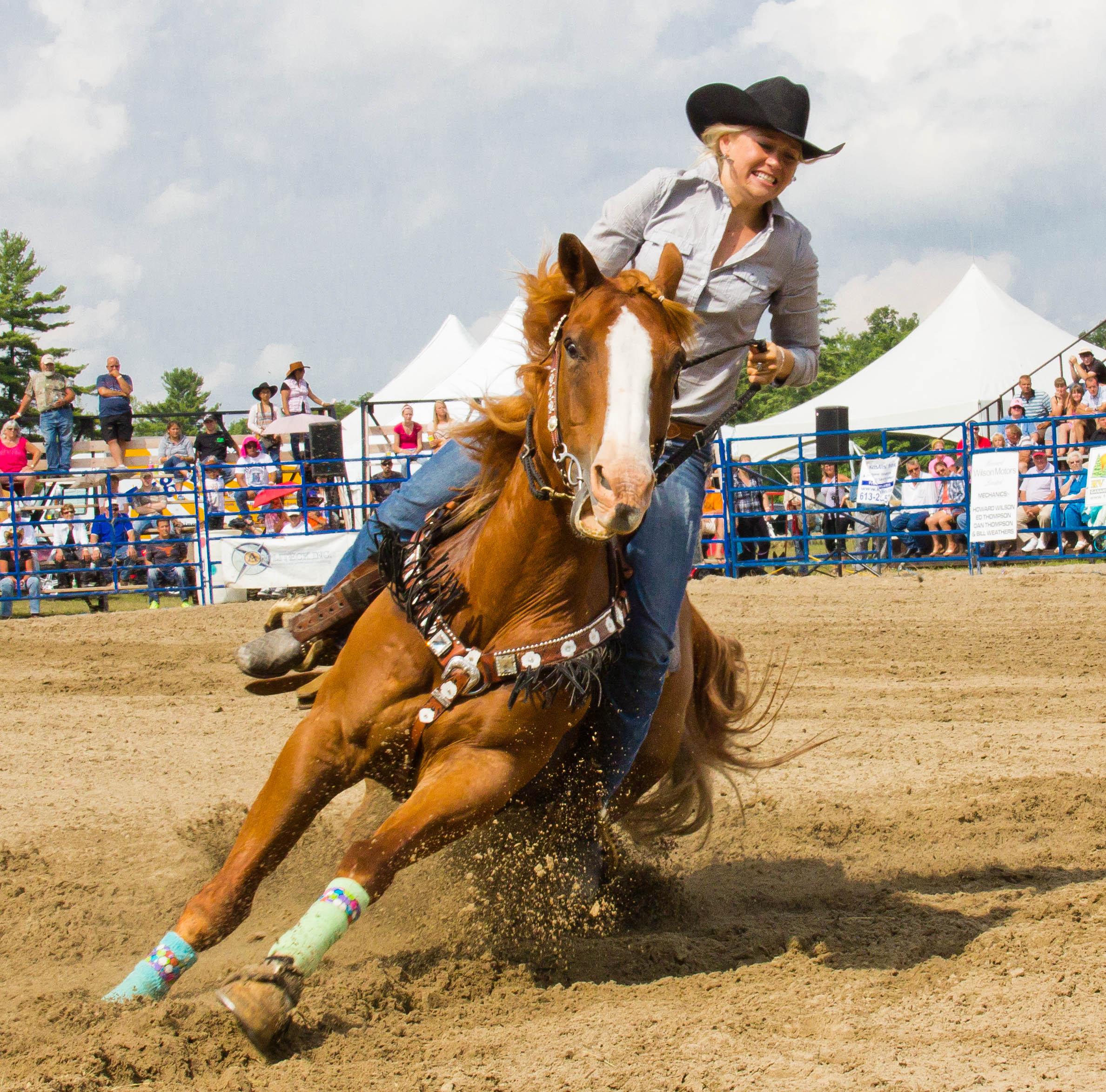
Ковґьорл на родео, 2014 р.

Після зникнення потреби в довгих перегонах худоби ковбої стали більш осілими працівниками ферм. Відповідно ковбойська культура зазнала змін. У обов'язки сучасних ковбоїв входить періодично оглядати худобу для виявлення хворих і поранених тварин, мічення худоби, її лікування та щеплення, сортування тварин, ремонт огорож, відлов загубленої худоби, обслуговування фермерського обладнання, проведення штучного запліднення худоби, заготівля сіна.
Опанування професії ковбоя/ковґьорл починається ще в дитинстві, близько 10-ирічного віку.
Доволі часто ковбої зароблять додаткові гроші, виступаючи на родео. В США існує понад 600 родео, які санкціоновані Асоціацією професійних ковбоїв родео (PRCA), а тисячі інших проводяться незалежно. Багато учасників родео, проте, використовують образ ковбоїв, маючи інші професії. Вони не працюють на фермах, але вміють розважати публіку. Традиційний сезон родео триває з весни по осінь. Крім того користується попитом ковбойська поезія та гумористичні оповідки, яким присвячено фестивалі.

## У масовій культурі

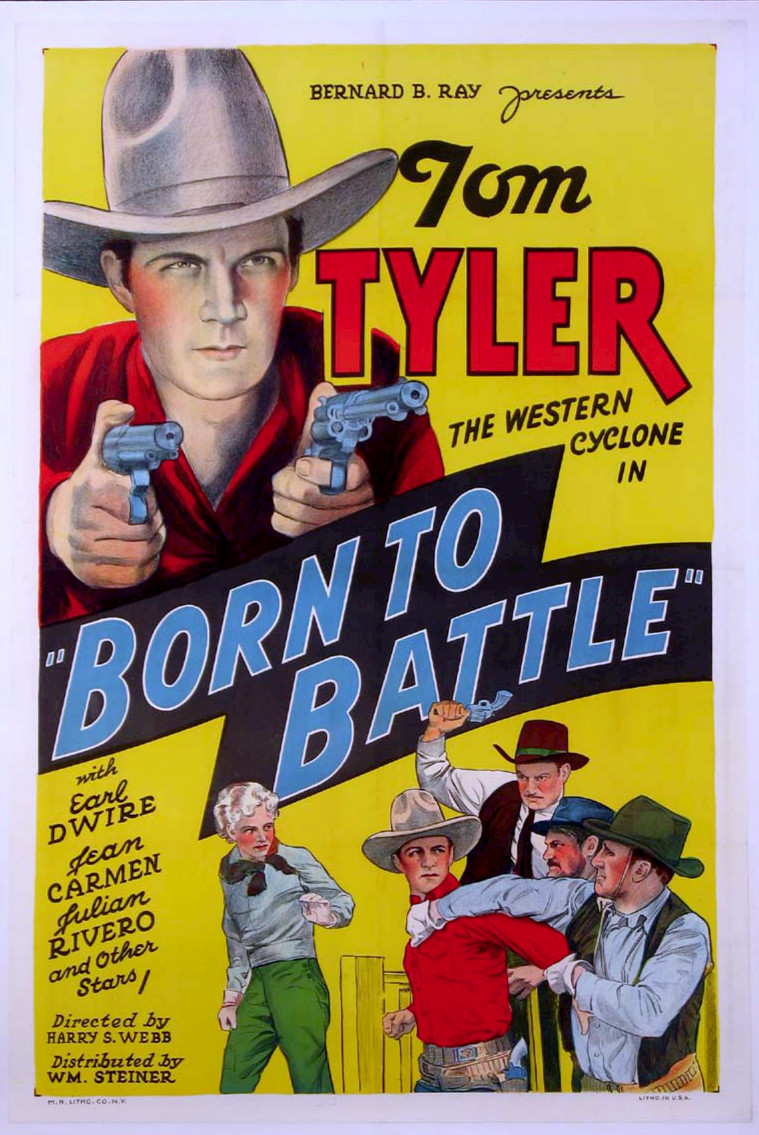
Плакат вестерну «Народжений битись», 1935 р.

Популярний образ ковбоя — це чоловік, який їздить верхи на коні. Стереотипний одяг включає як обов'язкові елементи «ковбойський капелюх» Стетсона і чоботи, а також бандану та чепи. Під впливом фільмів-вестернів 1950-х років частиною образу ковбоїв стала картата сорочка з товстої тканини, яку спершу носили учасники родео. Ковбойські чоботи стали популярним сувеніром, багато прикрашеним взуттям різноманітного дизайну.
Шоу наприкінці XIX та початку XX століть демонстрували та романтизували життя як ковбоїв, так і корінних американців. Починаючи з 1920-х років, західні фільми популяризували ковбойський спосіб життя, але також сформували стійкі стереотипи. У деяких випадках ковбой асоціюється з розбійником. З іншого боку, деякі актори, що зображували ковбоїв, пропагували інші цінності, такі як «ковбойський кодекс» Джина Отрі, який заохочував чесність, повагу та патріотизм, що формулювалося в таких законах, як «ковбой ніколи не повинен стріляти першим», «він завжди повинен допомагати людям у біді». Такі актори, як Гері Купер, Джон Вейн і Рендольф Скотт прославилися ролями ковбоїв. За межами Сполучених Штатів ковбой став архетиповим образом американців.

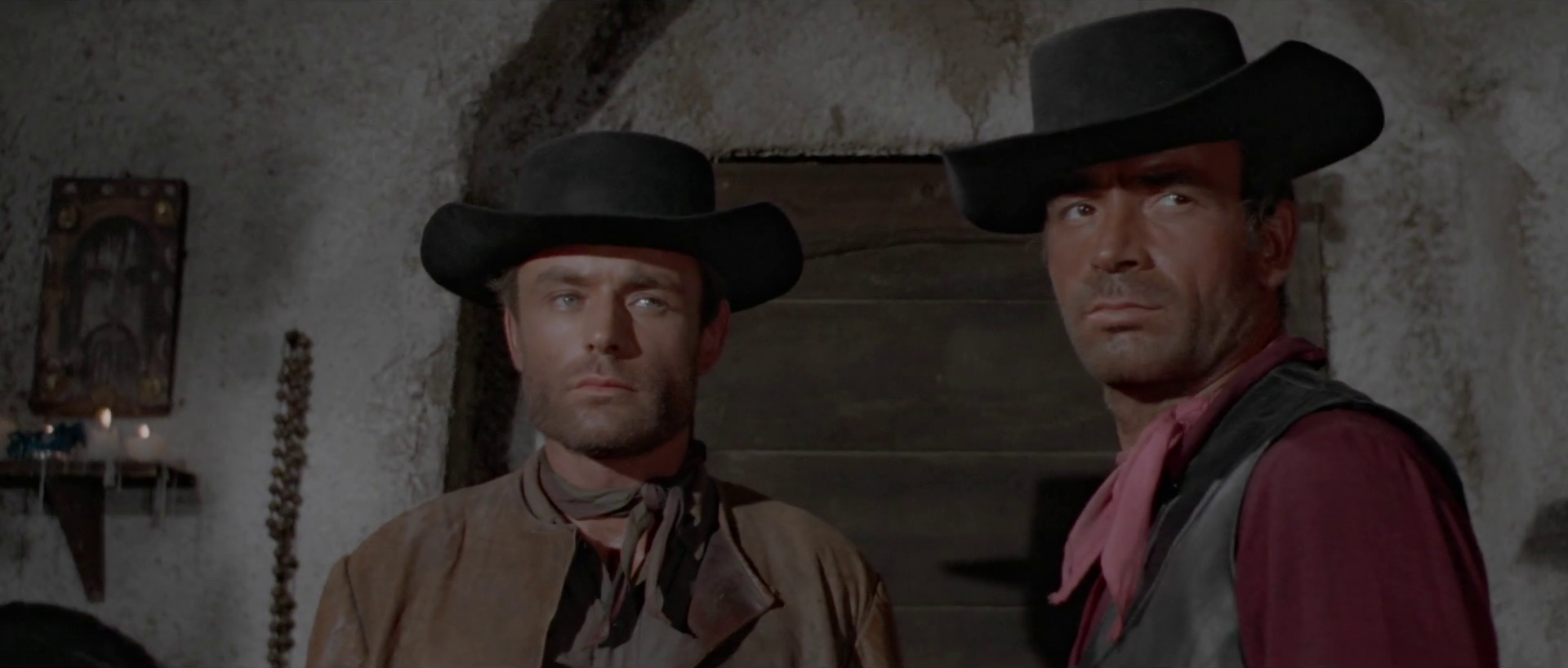
Ковбої в фільмі «Бандидос», 1967 р.

У вестернах 1940-х років ковбої мали чітко «добрі» та «злі» амплуа. Ковбой поставав або як захисник закону в білому одязі, або як бандит у чорному. В 1960-і розбійники, грабіжники банків і хулігани, які раніше були лиходіями, стали головними героями таких фільмів, як «Буч Кессіді і Санденс Кід» і «Дика банда», виконуючи функції, близькі до занять шерифа. Тоді як у 1980-і кінематограф повернувся до героїчного образу ковбоїв, а президент Рональд Рейган носив ковбойський капелюх. У 2000-і зріс інтерес до меншин серед ковбоїв: темношкірих ковбоїв, ковбоїв-геїв та ковґьорл. Пізніші переосмислення образу ковбоїв слугують для дослідження, чому ковбої популярні, та реконструюють їхній історичний образ.